# UEFA Futsal Champions League 2020/21
Die UEFA Futsal Champions League 2020/21 (bis 2017/18: UEFA-Futsal-Cup) war die 35. Auflage des wichtigsten Wettbewerbs für europäische Futsalvereine und die 20. unter der Organisation der UEFA. Für den Wettbewerb hatten 55 Klubs aus 51 Landesverbänden der UEFA gemeldet. Der deutschsprachige Raum wurde mit dem VfL 05 Hohenstein-Ernstthal aus Deutschland, dem 1. FC Allstars Wiener Neustadt aus Österreich und Futsal Minerva aus der Schweiz vertreten. Der Liechtensteiner Fussballverband verzichtete auf eine Meldung. Die Saison begann mit der Vorrunde am 24. November 2020, das Finale fand am 3. Mai 2021 statt. Austragungsort des Finalturniers sollte ursprünglich die belarussische Hauptstadt Minsk sein, die schon als Finalort für die Ausgabe 2020 vorgesehen gewesen war. Aufgrund der epidemiologischen Lage in Belarus und zu erwartender Einreisebeschränkungen für Spieler und Offizielle entschied das UEFA-Exekutivkommittee, stattdessen den Kroatischen Fußballverband mit der Austragung zu betrauen. Anfänglich war dafür die Arena Zagreb vorgesehen, bevor die Endrunde schließlich nach Zadar vergeben wurde. Ebenfalls aufgrund der COVID-19-Pandemie in Europa begann das Turnier später als in den Jahren zuvor und wies einen deutlich gestrafften Modus auf.
Im Finale sicherte sich Sporting Lissabon mit einem 4:3-Sieg über Titelverteidiger FC Barcelona zum 2. Mal den Titel.

## Termine
Die Auslosungen und Spielrunden fanden an folgenden Termine statt:
| Runde         | Auslosung        | Spieldaten              |
| ------------- | ---------------- | ----------------------- |
| Vorrunde      | 27. Oktober 2020 | 24.–29. November 2020   |
| Zwischenrunde | 9. Dezember 2020 | 15./16. Januar 2021     |
| Achtelfinale  | 21. Januar 2021  | 18.–20. Februar 2021    |
| Finalturnier  | N/A              | 28. April – 3. Mai 2021 |

## Modus

### Teilnehmer
Die besten drei Verbände im UEFA-Futsal Nationalmannschafts Koeffizientenranking erhalten zwei Startplätze, in der Regel der Sieger und der Zweitplatzierte der nationalen Futsalmeisterschaft. Zusätzlich erhält der Titelverteidiger einen automatischen Startplatz. Der entsprechende Verband kann daher einen zweiten Verein entsenden. Sollte der Titelverteidiger aus einem der drei topgerankten Verbände kommen, erhält der viertbeste Nation im Futsal Koeffizientenranking einen zweiten Startplatz. Alle weiteren Verbände können ein Team entsenden, in der Regel der nationale Futsalmeister. Insgesamt können maximal 59 Teams aus den 55 UEFA-Mitgliedsverbänden teilnehmen.
Da der Sieger der UEFA-Futsal-Champions League 2019/20 FC Barcelona aus einem der drei besten Verbände stammt, erhielt Kasachstan einen zweiten Startplatz. Der kasachische Meister FK Qairat Almaty nahm zum insgesamt 17. Mal am Wettbewerb teil und ist damit der Verein mit den meisten Teilnahmen.
| Rang | Team                 | Koeff. | Pfad          |
| ---- | -------------------- | ------ | ------------- |
| TV   | FC Barcelona         | 69.001 | Zwischenrunde |
| 1    | Inter FS             | 60.667 | Zwischenrunde |
| 2    | Sporting Lissabon†   | 57.999 | Zwischenrunde |
| 3    | FK Qairat Almaty†    | 30.833 | Zwischenrunde |
| 4    | Benfica Lissabon†    | 33.332 | Zwischenrunde |
| 5    | MFK KPRF             | 24.000 | Zwischenrunde |
| 6    | TTG-Ugra Jugorsk     | 20.333 | Zwischenrunde |
| 7    | MFK Aktobe†          | 16.000 | Zwischenrunde |
| 8    | Futsal Club Dobovec† | 14.501 | Zwischenrunde |

| Rang | Team                             | Koeff. | Pfad     |
| ---- | -------------------------------- | ------ | -------- |
| 9    | Pesaro Calcio à 5†               | 14.167 | Vorrunde |
| 10   | MFK Prodeksim Cherson†           | 14.000 | Vorrunde |
| 11   | BTS Rekord Bielsko-Biała†        | 10.502 | Vorrunde |
| 12   | FK Era-Pack Chrudim†             | 10.333 | Vorrunde |
| 13   | FK Vytis†                        | 7.749  | Vorrunde |
| 14   | Leo Futsal Club                  | 7.500  | Vorrunde |
| 15   | Araz Naxçivan†                   | 6.999  | Vorrunde |
| 16   | MNK Olmissum (N)                 | 6.834  | Vorrunde |
| 17   | MVFC Berettyóújfalu†             | 6.500  | Vorrunde |
| 18   | Futsal Team Charleroi†           | 6.000  | Vorrunde |
| 19   | Viten Orsha                      | 5.501  | Vorrunde |
| 20   | Luxol St Andrews Futsal†         | 5.167  | Vorrunde |
| 21   | MIMEL Lučenec†                   | 4.916  | Vorrunde |
| 22   | Roter Stern Belgrad† (N)         | 4.667  | Vorrunde |
| 23   | ZVV Hovocubo†                    | 4.667  | Vorrunde |
| 24   | VfL 05 Hohenstein-Ernstthal      | 3.833  | Vorrunde |
| 25   | KF Shkupi†                       | 3.833  | Vorrunde |
| 26   | United Galați† (N)               | 3.667  | Vorrunde |
| 27   | Futsal Minerva†                  | 3.376  | Vorrunde |
| 28   | FC Salines Tuzla City (N)†       | 2.834  | Vorrunde |
| 29   | Omonia Nikosia†                  | 2.417  | Vorrunde |
| 30   | FC Pristina (N)                  | 2.334  | Vorrunde |
| 31   | London Helvecia†                 | 2.168  | Vorrunde |
| 32   | ACCS Asnières Villeneuve 92† (N) | 2.084  | Vorrunde |
| 33   | Futsal Gentofte                  | 2.084  | Vorrunde |
| 34   | Staatliche Universität Tiflis    | 2.000  | Vorrunde |
| 35   | 1. FC Allstars Wiener Neustadt   | 2.000  | Vorrunde |
| 36   | Hammarby IF (N)                  | 1.667  | Vorrunde |
| 37   | FC Petrow (N)                    | 1.667  | Vorrunde |
| 38   | FC SMS Viimsi†                   | 1.583  | Vorrunde |
| 39   | Akaa Futsal† (N)                 | 1.333  | Vorrunde |
| 40   | KMF Titograd (N)                 | 1.167  | Vorrunde |
| 41   | Lynx FC†                         | 1.001  | Vorrunde |
| 42   | AEK Athen†                       | 0.750  | Vorrunde |
| 43   | KF Tirana*                       | 0.750  | Vorrunde |
| 44   | Piyalepaşa SK† (N)               | 0.667  | Vorrunde |
| 45   | Utleira Idrettslag (N)           | 0.667  | Vorrunde |
| 46   | D.S.C. Dolphins Aschdod† (N)     | 0.583  | Vorrunde |
| 47   | FC Differdingen 03†              | 0.583  | Vorrunde |
| 48   | Blue Magic FC Dublin             | 0.583  | Vorrunde |
| 49   | Tscherno More Warna (N)†         | 0.500  | Vorrunde |
| 50   | PYF Saltires†                    | 0.500  | Vorrunde |
| 51   | Swansea University FC† (N)       | 0.250  | Vorrunde |
| 52   | FC Encamp†                       | 0.250  | Vorrunde |
| 53   | FC Fiorentino†                   | 0.084  | Vorrunde |
| 54   | Rosario Futsal Club (N)          | 0.000  | Vorrunde |

| Legende: | |
| (N)      | Debütanten |
| (TV)     | Titelverteidiger                                                                                               |
| *        | nationale Meisterschaft aufgrund von COVID-19 abgebrochen, Vorjahresmeister                                    |
| †        | nationale Meisterschaft aufgrund von COVID-19 abgebrochen, Tabellenführer (bzw.-zweiter) zum Abbruchzeitpunkt. |

### Format
Aufgrund der COVID-19-Pandemie in Europa und den damit verbundenen möglichen Beschränkungen bei öffentlichen Veranstaltungen und der Anreise der Teams, beschloss die UEFA einen im Vergleich zu den Vorjahren geänderten und gestrafften Modus. Anstelle der bisherigen Mini-Turniere bestreiten die Mannschaften ein einzelnes K.-o.-Spiel. Der Sieger qualifiziert sich für die nächste Runde, für den Verlierer ist der Wettbewerb beendet.
Für das Finalturnier qualifizieren sich statt der bisher üblichen 4 Teams, insgesamt 8 Mannschaften.

### Einteilung
Die gemeldeten Teams werden anhand ihres Futsal-UEFA-Klubkoeffizientens, gebildet aus dem Abschneiden in europäischen Wettbewerben über die drei vergangenen Saisons, gerankt.
Vorrunde

Die Teams auf den Plätzen 9–54 der Setzliste steigen in der Vorrunde ein und spielen in direkten K.-o.-Duellen um dein Einzug in die Zwischenrunde. Die Sieger der Begegnungen ziehen in die nächste Runde ein. Für die Auslosung wurde anhand des Koeffizientenrankings und logistischer Gegebenheiten, vorrangig die Fähigkeit das Spiel auszutragen, eine Setzliste gebildet.
Zwischenrunde

Die Teams auf den 1–9 der Setzliste treffen auf die 23 Sieger der Vorrunde. Die Sieger der Begegnungen qualifizieren sich für das Achtelfinale.
Achtelfinale

Die 16 Sieger der Zwischenrunde spielen in direkten Duellen gegeneinander. Die Sieger der Begegnungen qualifizieren sich für das Finalturnier.
Finalturnier

Am Finalturnier nehmen die 8 Sieger des Achtelfinales teil und spielen im K.-o.-System den Titelträger aus.

## Vorrunde
Die Auslosung der Vorrunde fand am 27. Oktober 2020 im UEFA-Hauptquartier in Nyon statt und wurde von Claudio Negroni, Leiter Jugend- und Futsalturniere, sowie Futsal-Wettbewerbsleiter Laurent Morel durchgeführt. Dabei wurden die 46 Mannschaften in 23 Direktbegegnungen gelost.

### Setzliste
Im Vorfeld der Auslosung waren die Mannschaften aufgerufen, der UEFA zu melden, wenn sie nicht als potentieller Gastgeber zur Verfügung stehen. Basierend auf dieser Rückmeldung, dem UEFA-Koeffizienten und politischen Überlegungen teilte die UEFA die 46 Teams in 6 Gruppen mit einer gleichmäßigen Anzahl an gesetzten und ungesetzten Teams ein. Die Vertreter Armeniens und Aserbaidschans können dabei nicht aufeinandertreffen (siehe Bergkarabachkonflikt), auch eine Begegnung des kosovarischen Vertreters mit einer Mannschaft aus Bosnien-Herzegowina oder Serbien ist nicht möglich. Zuerst wurde den gesetzten Mannschaften, die in der Lage sind, eine Begegnung auszutragen jeweils eine ungesetzte Mannschaft ohne Austragungsmöglichkeit zugelost. Den verbleibenden ungesetzten Teams ohne Austragungsmöglichkeit wurden dann gesetzte Mannschaften mit Austragungsmöglichkeit zugelost. Für die übrigen Begegnungen wurde dann jeweils eine gesetzte Mannschaft einer ungesetzten Mannschaft der gleichen Losgruppe zugelost, die zuerst gezogene Mannschaft genießt dabei Heimrecht.
| Losgruppe 1                                                                | Losgruppe 1                                                 | Losgruppe 2                                                      | Losgruppe 2                                                                               | Losgruppe 3                                                               | Losgruppe 3                                                              |
| Gesetzt                                                                    | Ungesetzt                                                   | Gesetzt                                                          | Ungesetzt                                                                                 | Gesetzt                                                                   | Ungesetzt                                                                |
| -------------------------------------------------------------------------- | ----------------------------------------------------------- | ---------------------------------------------------------------- | ----------------------------------------------------------------------------------------- | ------------------------------------------------------------------------- | ------------------------------------------------------------------------ |
| FK Era-Pack Chrudim MNK Olmissum MIMEL Lučenec VfL 05 Hohenstein-Ernstthal | FC Petrow FC SMS Viimsi Akaa Futsal Piyalepaşa SK           | Viten Orsha Luxol St Andrews Roter Stern Belgrad KMF Shkupi 1927 | ACCS Asnières VA 92 Allstars Wiener Neustadt Blue Magic Futsal Dublin Tscherno More Warna | Pesaro Calcio a 5 Futsal Team Charleroi FC Salines Tuzla City FC Pristina | KMF Titograd Lynx Futsal Club FK Tirana FC Encamp                        |
| Losgruppe 4                                                                | Losgruppe 4                                                 | Losgruppe 5                                                      | Losgruppe 5                                                                               | Losgruppe 6                                                               | Losgruppe 6                                                              |
| Gesetzt                                                                    | Ungesetzt                                                   | Gesetzt                                                          | Ungesetzt                                                                                 | Gesetzt                                                                   | Ungesetzt                                                                |
| MFK Prodeksim Cherson Leo Futsal Araz Naxçivan Omonia Nikosia              | Futsal Gentofte AEK Athen FC Fiorentino Rosario Futsal Club | FK Vytis ZVV Hovocubo Futsal Minerva London Helvecia             | Hammarby IF Utleira Idrettslag FC Differdingen 03 PYF Saltires                            | BTS Rekord Bielsko-Biała MVFC Berettyóújfalu United Galaţi                | Staatl. Universität Tiflis D.S.C. Dolphins Aschdod Swansea University FC |

Mannschaften ohne Austragungsmöglichkeit

### Begegnungen
Die Auslosung ergab 23 Paarungen. Alle Spiele wurden unter Ausschluss der Öffentlichkeit im Zeitraum vom 24.–29. November 2020 ausgetragen.
|                                | Ergebnis      |                                |
| ------------------------------ | ------------- | ------------------------------ |
| FK Vytis                       | 3:1           | Hammarby IF                    |
| FC Pristina                    | 3:0           | FK Tirana                      |
| BTS Rekord Bielsko-Biała       | 6:0           | Swansea University Futsal Club |
| ACCS Asnières Villeneuve 92    | 7:3           | Roter Stern Belgrad            |
| Futsal Gentofte                | 5:0 1)        | Leo Futsal Club                |
| Omonia Nikosia                 | 6:0           | FC Fiorentino                  |
| Futsal Minerva                 | 5:0 2)        | PYF Saltires                   |
| Futsal Team Charleroi          | 13:1          | Lynx Futsal Club               |
| MNK Olmissum                   | 9:1           | FC SMS Viimsi                  |
| VfL 05 Hohenstein-Ernstthal    | 6:2           | Piyalepașa SK                  |
| FC Petrow                      | 3:4 n. V.     | MIMEL Lučenec                  |
| FK Era-Pack Chrudim            | 2:1           | Akaa Futsal                    |
| 1. FC Allstars Wiener Neustadt | 2:6           | Luxol St Andrews               |
| AEK Athen                      | 3:3 4:3 i. S. | Araz Naxçivan                  |
| Viten Orsha                    | 7:0           | Tscherno More Warna            |
| KMF Titograd                   | 0:6           | Pesaro Calcio à 5              |
| FC Encamp                      | 3:10          | FC Salines Tuzla City          |
| MFK Prodeksim Cherson          | 28:1          | Rosario Futsal Club            |
| Utleira Idrettslag             | 0:11          | ZVV Hovocubo                   |
| Staatliche Universität Tiflis  | 3:4           | MVFC Berettyóújfalu            |
| KMF Shkupi 1927                | 3:0           | Blue Magic Futsal Dublin       |
| FC Differdingen 03             | 6:0           | London Helvecia                |
| United Galați                  | 1:0           | D.S.C. Dolphins Aschdod        |

## Zwischenrunde
Die Auslosung der Zwischenrundebegegnungen fand am 9. Dezember im Nyon statt. Die verbleibenden Teilnehmern wurden dabei in 16 Einzelbegegnungen gelost, die jeweiligen Sieger qualifizieren sich fürs Achtelfinale. Die 16 Vereine mit dem besten UEFA-Koeffizienten wurden als gesetzt behandelt, die übrigen Teilnehmer als ungesetzt. Um politischen, (der Vertreter des Kosovos darf nicht gegen einen russischen Vertreter gelost werden) sowie logistischen Erwägungen (Teilnehmer hatten wieder die Möglichkeit auf ihr Heimrecht zu verzichten) gerecht zu werden, wurden insgesamt vier Losgruppen gebildet. In diesen Gruppen wurde immer ein gesetztes, einem ungesetzten Team zugelost, wobei nie zwei Mannschaften ohne Austragungsmöglichkeit aufeinander treffen konnten.

### Setzliste
Insgesamt nehmen 32 Mannschaften an der Zwischenrunde teil. Die topgesetzten Mannschaften steigen ebenfalls in den Wettbewerb ein:
| Losgruppe 1                                                   | Losgruppe 1                                                       | Losgruppe 2                                                           | Losgruppe 2                                                                       |
| 1a (Gesetzt)                                                  | 1b (Ungesetzt)                                                    | 2a (Gesetzt)                                                          | 2b (Ungesetzt)                                                                    |
| ------------------------------------------------------------- | ----------------------------------------------------------------- | --------------------------------------------------------------------- | --------------------------------------------------------------------------------- |
| FC Barcelona Benfica Lissabon KMN Dobovec FK Era-Pack Chrudim | Luxol St Andrews Futsal Minerva FC Pristina FC Differdingen 03    | Inter FS Sporting Lissabon Pesaro Calcio à 5 MNK Olmissum             | Futsal Team Charleroi ZVV Hovocubo ACCS Asnières Villeneuve 92 JB Futsal Gentofte |
| Losgruppe 3                                                   | Losgruppe 3                                                       | Losgruppe 4                                                           | Losgruppe 4                                                                       |
| 3a (Gesetzt)                                                  | 3b (Ungesetzt)                                                    | 4a (Gesetzt)                                                          | 4b (Ungesetzt)                                                                    |
| FK Qairat Almaty MFK Aktobe MFK Prodeksim Cherson FK Vytis    | Viten Orsha VfL 05 Hohenstein-Ernstthal KMF Shkupi 1927 AEK Athen | MFK KPRF TTG Ugra-Jugorsk BTS Rekord Bielsko-Biała MFC Berettyóújfalu | MIMEL Lučenec United Galați Omonia Nikosia FC Salines Tuzla City                  |

Mannschaften ohne Austragungsmöglichkeit

### Begegnungen
Die 16 Zwischenrundenspiele wurden am 15. und 16. Januar 2021 unter Ausschluss der Öffentlichkeit ausgetragen. Die Sieger der K.-o.-Duelle qualifizierten sich für das Achtelfinale.
|                             | Ergebnis       |                       |
| --------------------------- | -------------- | --------------------- |
| FC Barcelona                | 9:2            | FC Pristina           |
| Luxol St Andrews            | 2:3            | KMN Dobovec           |
| Futsal Minerva              | 1:5            | Benfica Lissabon      |
| FK Era-Pack Chrudim         | 4:0            | FC Differdingen 03    |
| Inter FS                    | 6:2            | ZVV Hovocubo          |
| ACCS Asnières Villeneuve 92 | 2:2 (8:7 i.S.) | Pesaro Calcio à 5     |
| MNK Olmissum                | 4:1            | Futsal Team Charleroi |
| Sporting Lissabon           | 12:1           | JB Futsal Gentofte    |
| AEK Athen                   | 2:5            | MFK Aktobe            |
| Viten Orsha                 | 3:5            | FK Qairat Almaty      |
| MFK Prodeksim Cherson       | 5:1            | KMF Shkupi 1927       |
| VfL 05 Hohenstein-Ernstthal | 0:2            | FK Vytis              |
| FC Salines Tuzla City       | 2:5            | TTG Ugra-Jugorsk      |
| Omonia Nikosia              | 0:2            | MFC Berettyóújfalu    |
| MIMEL Lučenec               | 1:7            | MFK KPRF              |
| BTS Rekord Bielsko-Biała    | 3:6            | United Galați         |

## Achtelfinale
Die Auslosung der Achtelfinalpartien fand am 21. Januar 2021 statt. Die 16 Sieger der Zwischenrunde wurden dabei in acht Paarungen gelost, die in einem K.-o.-Spiel die Teilnehmer am Finalturnier in Minsk bestimmen.

### Setzliste
Die teilnehmenden Teams wurden anhand ihres UEFA-Koeffizienten in zwei Lostöpfe aufgeteilt. Für jede Paarung wurde je eine Mannschaft aus dem gesetzten Topf einer Mannschaft aus dem ungesetzten Topf zugelost. Anschließend wurde ausgelost, welches Team Heimrecht genießt. Laut Beschluss des UEFA-Exekutivkommittees können aufgrund des andauernden Konflikts in der Ostukraine Mannschaften aus Russland und der Ukraine nicht einander zugelost werden. Der ukrainische Vertreter MFK Prodeksim Cherson konnte daher nicht auf MFK KPRF oder TTG Ugra-Jugorsk treffen.
| Gesetzt                  | Ungesetzt                         |
| ------------------------ | --------------------------------- |
| FC Barcelona 69.001      | MNK Dobovec 14.501                |
| Inter FS 60.667          | MFK Prodeksim Cherson 14.000      |
| Sporting Lissabon 57.999 | FK Era-Pack Chrudim 10.333        |
| FK Qairat Almaty 35.667  | FK Vytis 7.749                    |
| Benfica Lissabon 33.332  | MNK Olmissum 6.834                |
| MFK KPRF 24.000          | MFC Berettyóújfalu 6.500          |
| TTG Ugra-Jugorsk 20.333  | United Galaṭi 3.667               |
| MFK Aktobe 16.000        | ACCS Asnières Villeneuve 92 2.084 |

### Begegnungen
Alle Partien wurden im Zeitraum vom 18. bis zum 20. Februar 2021 unter Ausschluss der Öffentlichkeit ausgetragen.
|                   | Ergebnis |                             |
| ----------------- | -------- | --------------------------- |
| MFK Aktobe        | 1:2      | MNK Dobovec                 |
| Inter FS          | 4:2      | MFK Prodeksim Cherson       |
| FC Barcelona      | 2:1      | ACCS Asnières Villeneuve 92 |
| TTG Ugra-Jugorsk  | 3:0      | FK Vytis                    |
| FK Qairat Almaty  | 6:1      | United Galaṭi               |
| Sporting Lissabon | 5:1      | FK Era-Pack Chrudim         |
| Benfica Lissabon  | 5:0      | MFC Berettyóújfalu          |
| MNK Olmissum      | 1:2      | MFK KPRF                    |

## Finalturnier
Das Finalturnier fand vom 28. April bis zum 3. Mai 2021 statt. Aufgrund der COVID-19-Pandemie in Europa beinhaltete das Finalturnier bereits die Partien ab dem Viertelfinale anstatt wie in den Jahren zuvor ab dem Halbfinale. Zudem wurde kein Spiel um Platz 3 ausgetragen. Als Austragungsort war ursprünglich die Minsk Arena in der belarussischen Hauptstadt Minsk vorgesehen. Hier hätte bereits das Final Four der Futsal-Champions League 2019/20 stattfinden sollen, bevor es aufgrund der COVID-19-Pandemie nach Barcelona verlegt worden war. Aufgrund der epidemiologischen Lage in Belarus und zu erwartender Einreisebeschränkungen für Spieler und Offizielle entschied das UEFA-Exekutivkommittee, die Endrunde nicht in Minsk stattfinden zu lassen und betraute stattdessen den Fußballverband Kroatiens mit der Austragung. Ursprünglich war die Arena Zagreb als Austragungsort vorgesehen, auf Anraten der kroatischen Gesundheitsbehörden wurde aber stattdessen Zadar zum Austragungsort bestimmt. Alle Spiele wurden in der Krešimir-Ćosić-Arena ausgetragen.

### Überblick
| Viertelfinale | Viertelfinale    | Viertelfinale     |   |                   | Halbfinale | Halbfinale | Halbfinale |  |  | Finale | Finale | Finale |
|               |                  |                   |   |                   |            |            |            |  |  |        |        |        |
| 1             | FC Barcelona     | 2                 |   |                   |            |            |            |  |  |        |        |        |
| 8             | MNK Dobovec      | 0                 |   |                   |            |            |            |  |  |        |        |        |
| 8             | MNK Dobovec      | 0                 | 1 | FC Barcelona      | 3          |            |            |  |  |        |        |        |
|               |                  |                   | 1 | FC Barcelona      | 3          |            |            |  |  |        |        |        |
|               | 4                | FK Qairat Almaty  | 2 |                   |            |            |            |  |  |        |        |        |
| 4             | 4                | FK Qairat Almaty  | 2 | FK Qairat Almaty  | 6          |            |            |  |  |        |        |        |
| 4             |                  |                   |   | FK Qairat Almaty  | 6          |            |            |  |  |        |        |        |
| 5             | Benfica Lissabon | 2                 |   |                   |            |            |            |  |  |        |        |        |
| 5             | Benfica Lissabon | 2                 | 1 | FC Barcelona      | 3          |            |            |  |  |        |        |        |
|               |                  |                   |   | FC Barcelona      | 3          |            |            |  |  |        |        |        |
|               | 3                | Sporting Lissabon | 4 |                   |            |            |            |  |  |        |        |        |
| 2             | 3                | Sporting Lissabon | 4 | Inter FS          | 3          |            |            |  |  |        |        |        |
| 2             |                  |                   |   | Inter FS          | 3          |            |            |  |  |        |        |        |
| 7             | TTG Ugra-Jugorsk | 0                 |   |                   |            |            |            |  |  |        |        |        |
| 7             | TTG Ugra-Jugorsk | 0                 | 2 | Inter FS          | 2          |            |            |  |  |        |        |        |
|               |                  |                   | 2 | Inter FS          | 2          |            |            |  |  |        |        |        |
|               | 3                | Sporting Lissabon | 5 |                   |            |            |            |  |  |        |        |        |
| 3             | 3                | Sporting Lissabon | 5 | Sporting Lissabon | 3          |            |            |  |  |        |        |        |
| 3             |                  |                   |   | Sporting Lissabon | 3          |            |            |  |  |        |        |        |
| 6             | MFK KPRF         | 2                 |   |                   |            |            |            |  |  |        |        |        |

### Format
Die Sieger der Achtelfinalbegegnungen waren für das Finalturnier qualifiziert. Anstelle einer Auslosung wurden die qualifizierten Mannschaften anhand ihres UEFA-Koeffizienten gerankt:
| Position | Verein            | Koeffizient |
| -------- | ----------------- | ----------- |
| 1        | FC Barcelona      | 69.001      |
| 2        | Inter FS          | 60.667      |
| 3        | Sporting Lissabon | 57.999      |
| 4        | FK Qairat Almaty  | 35.667      |
| 5        | Benfica Lissabon  | 33.332      |
| 6        | MFK KPRF          | 24.000      |
| 7        | TTG Ugra-Jugorsk  | 20.333      |
| 8        | MNK Dobovec       | 14.501      |

Die Paarungen des Viertelfinales ergaben sich aus der Position in der Setzliste.
- Viertelfinale 1: Platz 4 der Setzliste gegen Platz 5 der Setzliste
- Viertelfinale 2: Platz 1 der Setzliste gegen Platz 8 der Setzliste
- Viertelfinale 3: Platz 2 der Setzliste gegen Platz 7 der Setzliste
- Viertelfinale 4: Platz 3 der Setzliste gegen Platz 6 der Setzliste

Alle Spiele wurden als K.-o.-Spiele ausgetragen, der Sieger qualifizierte sich für die nächste Runde, der Verlierer war ausgeschieden. Sollte das Spiel nach Ablauf der regulären Spielzeit unentschieden stehen, schließt sich eine Verlängerung von 2 × 5 Minuten an. Sollte danach immer noch kein Sieger feststehen, wird der Ausgang des Spiels durch ein Sechsmeterschießen bestimmt.

### Viertelfinale
| Mi., 28. April 2021, 15:00 Uhr (MESZ) in Zadar (Dvorana Krešimira Ćosića) |   |                  |                      |
| FK Qairat Almaty                                                          | – | Benfica Lissabon | 6:2 n. V. (2:2; 1:1) |
| Mi., 28. April 2021, 20:00 Uhr (MESZ) in Zadar (Dvorana Krešimira Ćosića) |   |                  |                      |
| FC Barcelona                                                              | – | MNK Dobovec      | 2:0 (2:0)            |
| Do., 29. April 2021, 15:00 Uhr (MESZ) in Zadar (Dvorana Krešimira Ćosića) |   |                  |                      |
| Inter FS                                                                  | – | TTG Ugra-Jugorsk | 3:0 (1:0)            |
| Do., 29. April 2021, 20:00 Uhr (MESZ) in Zadar (Dvorana Krešimira Ćosića) |   |                  |                      |
| Sporting Lissabon                                                         | – | MFK KPRF         | 3:2 (3:2)            |

### Halbfinale
| Sa. 1. Mai 2021, 15:00 Uhr MESZ in Zadar (Dvorana Krešimira Ćosića) |   |                   |           |
| Inter FS                                                            | – | Sporting Lissabon | 2:5 (1:2) |
| Sa. 1. Mai 2021, 20:00 Uhr MESZ in Zadar (Dvorana Krešimira Ćosića) |   |                   |           |
| FC Barcelona                                                        | – | FK Qairat Almaty  | 3:2 (1:0) |

### Finale
Im Endspiel trafen der Titelverteidiger FC Barcelona und der Sieger des Wettbewerbs 2018/19, Sporting Lissabon aufeinander. Nach einer Halbzeitführung Barcelonas, gelang es Sporting Lissabon das Spiel in der zweiten Hälfte noch zu drehen und mit 4:3 die Oberhand zu behalten. Damit krönte sich Sporting zum zweiten Mal innerhalb von 3 Jahren und auch zum zweiten Mal insgesamt zum Futsal-Champions-League Sieger.
Für die Spieler João Matos und Aicardo war es die 15. Endspielteilnahme in UEFA-Futsal-Wettbewerben, kein Spieler stand öfter in Finalspielen.
| FC Barcelona                                                           | FC Barcelona | Sporting Lissabon | Sporting Lissabon          |
| ---------------------------------------------------------------------- | --- | --- | -------------------------- |
| Spanien FC Barcelona                                                   | \| 3. Mai 2021 um 20:00 Uhr (MESZ) in Zadar (Dvorana Krešimira Ćosića) \| \| Ergebnis: 3:4 (2:0) \| \| Zuschauer: 0 \| \| Schiedsrichter: Nikola Jelić ( Kroatien) / Borislaw Kolew ( Bulgarien) \| \| Spielbericht \| | \| 3. Mai 2021 um 20:00 Uhr (MESZ) in Zadar (Dvorana Krešimira Ćosića) \| \| Ergebnis: 3:4 (2:0) \| \| Zuschauer: 0 \| \| Schiedsrichter: Nikola Jelić ( Kroatien) / Borislaw Kolew ( Bulgarien) \| \| Spielbericht \| | Portugal Sporting Lissabon |
| Spanien FC Barcelona                                                   | Didac Plana - Aicardo, Dyego , Ferrao, Marcênio Bank: De La Faya (TW), Matheus Rodrigues, André Coelho, Daniel Shirashi, Adolfo, Esquerdinha, Joselito, Povill, Ximbinha Cheftrainer: Andreu Plaza                     | Guitta - Erick, João Matos , Alex Merlim, Pauleta Bank: Gonçalo (TW), Bernardo Paço (TW), Turé, Tomás Paço, Zicky, Taynan, Vinicius Rocha, Cavinato, Pany Varela Cheftrainer: Nuno Dias                                | Portugal Sporting Lissabon |
| Spanien FC Barcelona                                                   | 1:0 Marcênio (1.) 2:0 Ximbinha (18.) 3:4 Ferrao (38.) | 1:2 Zicky (26.) 2:2 Erick (28.) 2:3 João Matos (31.) 2:4 Pauleta (37.) | Portugal Sporting Lissabon |
| Spanien FC Barcelona                                                   | Esquerdinha (12.), Dyego (23.), Didac Plana (30.), Ferrao (37.) | Taynan (6.), Vinicius Rocha (30.), Pauleta (36.) | Portugal Sporting Lissabon |
| Spanien FC Barcelona                                                   | Marcênios Tor zum 1:0 nach 51 Sekunden war das schnellste jemals in einem UEFA-Futsal-Endspiel erzielte Tor | | Portugal Sporting Lissabon |
| 3. Mai 2021 um 20:00 Uhr (MESZ) in Zadar (Dvorana Krešimira Ćosića)    | | |                            |
| Ergebnis: 3:4 (2:0)                                                    | | |                            |
| Zuschauer: 0                                                           | | |                            |
| Schiedsrichter: Nikola Jelić ( Kroatien) / Borislaw Kolew ( Bulgarien) | | |                            |
| Spielbericht                                                           | | |                            |